# 李捷 (1955年)
李捷（1955年—），山东平阴人，中华人民共和国历史学家。

## 生平
1979年2月至1983年3月于北京师范大学一分校历史系学习。其后在北京师范大学、北京联合大学职业技术师范学院、中央文献研究室毛泽东研究组等任职研究员、教员至主任。 
2004年至2012年任中共中央文献研究室副主任，中国中共文献研究会副会长。2012年，任中国社科院副院长，同年任当代中国研究所所长、党组书记。2013年，撰文称高文谦所著《晚年周恩来》断章取义、严重丑化文化大革命时期毛泽东，引发争论。 
2014年4月至2018年8月，任《求是》杂志社社长。2015年11月当选中国史学会第九届理事会会长。任湘潭大学、清华大学马克思主义学院教授。

## 著作
著有《毛泽东与新中国的内政外交》《毛泽东对新中国的历史贡献》《李捷自选集》《国史静思录》等，主持编辑《建党以来重要文献选编》。